# Heyita
La heyita és un mineral de la classe dels fosfats. Rep el nom en honor de Max Hutchinson Hey (Leyland, Anglaterra, 11 de març de 1904 - Newcastle-upon-Tyne, Anglaterra, 24 de gener de 1984). Hey va ser químic, mineralogista sistemàtic i guardià de minerals al Museu Britànic d'Història Natural.

## Característiques
La heyita és un vanadat de fórmula química Pb₅Fe₂2+(VO₄)₂O₄. Va ser aprovada com a espècie vàlida per l'Associació Mineralògica Internacional l'any 1971. Cristal·litza en el sistema monoclínic. La seva duresa a l'escala de Mohs és 4.
Segons la classificació de Nickel-Strunz, la heyita pertany a «08.BK: Fosfats, etc. amb anions addicionals, sense H₂O, amb cations de mida mitjana i gran, (OH, etc.):RO₄ = 2:1, 2,5:1» juntament amb els següents minerals: brasilianita, medenbachita, neustädtelita, cobaltneustädtelita, curetonita, jamesita i lulzacita.

## Formació i jaciments
Va ser descoberta a Betty Jo Claim, al districte de Nevada del comtat de White Pine (Nevada, Estats Units). També ha estat descrita en altres indrets propers del mateix estat nord-americà que la localitat tipus, així com a Àustria, Alemanya, Espanya i Rússia.